# ويليام بيج
ويليام بيج (بالإنجليزية: William Page)‏ (29 أبريل 1847 في المملكة المتحدة - 27 سبتمبر 1904) هو لاعب كريكت بريطاني (وحمل سابقاً جنسية المملكة المتحدة لبريطانيا العظمى وأيرلندا). لعب مع نادي مقاطعة ديربيشاير للكريكت ‏.